# Draco beccarii
Draco beccarii là một loài thằn lằn trong họ Agamidae. Loài này được Peters & Doria mô tả khoa học đầu tiên năm 1878.